# If I Had a Million
If I Had a Million is een Amerikaanse mozaïekfilm uit 1932 onder regie van James Cruze, H. Bruce Humberstone, Ernst Lubitsch, Norman Z. McLeod, Stephen Roberts, William A. Seiter en Norman Taurog. De film is gebaseerd op de roman Windfall uit 1931 van Robert Hardy Andrews en werd destijds in Nederland uitgebracht onder de titel Als ik een miljoen had.

## Verhaal
De oude miljonair genaamd John Glidden lijdt aan een ernstige ziekte en vermoedt dat hij stervende is. Hij wil zijn geld niet nalaten aan zijn familie, omdat hij weet dat zij enkel zullen vechten om het fortuin. In plaats daarvan laat hij het geld na aan acht willekeurige mensen die hij kiest uit een telefoonboek.
De eerste gelukkige is Henry Peabody, een armoedige en onhandige man die werkt in een porseleinwinkel en wordt gedomineerd door zijn vrouw, die altijd wel iets te klagen heeft. Als hij het geld eenmaal geïncasseerd heeft, besluit hij het porselein in de winkel kapot te maken om zijn baas te ergeren.
De volgende uitverkorene is Violet Smith, een prostituee die aanvankelijk denkt dat Glidden een klant is. Als ze zich realiseert dat ze miljonair is, stopt ze onmiddellijk met haar werk en boekt ze een nacht in het chicste hotel van de stad. Alleen.
De derde persoon is Eddie Jackson, een vervalser die wordt gezocht door de politie. Hij durft echter geren bank meer binnen te gaan om zijn miljoen op te halen en zijn medecriminelen geloven niet dat de cheque van Glidden echt is. Het lukt hem eveneens niet om Glidden te bereiken en daarom ruilt hij zijn waardevolle cheque in voor een slaapplek in een goedkoop hotel. De manager daar denkt dat Jackson gek is, laat hem arresteren en gebruikt de volgens hem waardeloze cheque om er zijn sigaar mee aan te steken.
De vierde gelukkige is de gepensioneerde vaudevilleactrice Emily La Rue, die een theesalon drijft. Ze heeft alles wat haar hartje begeert, op een auto na. Als deze wordt afgeleverd maakt ze er een ritje mee waarbij ze wordt aangereden. Gedesillusioneerd keert ze terug naar haar theesalon waar Glidden haar zijn cheque geeft. Met haar man Rollo koopt ze acht gebruikte auto's, waarmee ze uit wraak wegpiraten aanrijdt. Nadat ze vervolgens een nieuwe auto heeft gekocht wordt deze verwoest bij een botsing met een vrachtwagen.
De vijfde persoon die een miljoen ontvangt is John Wallace, een crimineel die ter dood is veroordeeld vanwege een moord, en zijn dagen slijt in een dodencel. Met een miljoen hoopt hij vrij te kunnen komen, maar hij wordt al naar de elektrische stoel gebracht voordat hij dit kan regelen. Het geld wordt nagelaten aan zijn jonge vrouw Mary.
De zesde cheque gaat naar de kantoorklerk Phineas V. Lambert. Hij lijkt eerst niet onder de indruk van de cheque, maar besluit al snel om ontslag te nemen en van het geld met pensioen te gaan.
Het volgende miljoen brengt Glidden naar Steve Gallagher, een marinier die, net zoals zijn kameraden Mulligan en O'Brien, denkt dat de cheque een 1 aprilgrap is. Gallagher gebruikt de cheque om Marie, een aantrekkelijke serveerster in dienst bij een man genaamd Zeb, mee uit te nemen door de analfabete Zeb wijs te maken dat de cheque echt is. Tijdens een bezoek aan de kermis raken de drie mannen betrokken bij een vechtpartij en worden ze gearresteerd. In de cel zien ze hoe een chique geklede Zeb uit een limousine stapt, vergezeld van de al even goedgeklede Marie genieten van hun leven als rijkaards en realiseren ze zich dat de cheque geen grap was.
De laatste persoon die een miljoen ontvangt is Mary Walker, een oude vrouw die haar dagen eenzaam doorbrengt in een streng bejaardentehuis. Met het ontvangen geld koopt ze de directie en het personeel om zodat die zich niet meer met de bejaarden bemoeien, en ze zorgt ervoor dat de andere bejaarden niet meer onderdrukt worden.
Niet veel later blijkt dat Glidden genezen is van zijn ziekte. In tegenstelling tot voorheen is hij een gelukkig man en hij wil de rest van zijn leven doorbrengen met Mary Walker.

## Rolverdeling
| Acteur             | Personage              |
| ------------------ | ---------------------- |
| Gary Cooper        | Steve Gallagher        |
| Charles Laughton   | Phineas V. Lambert     |
| George Raft        | Edward 'Eddie' Jackson |
| Jack Oakie         | Mulligan               |
| Richard Bennett    | John Glidden           |
| Charles Ruggles    | Henry Peabody          |
| Alison Skipworth   | Emily La Rue           |
| W.C. Fields        | Rollo La Rue           |
| Mary Boland        | Mevrouw Peabody        |
| Roscoe Karns       | O'Brien                |
| May Robson         | Mevrouw Mary Walker    |
| Wynne Gibson       | Violet Smith           |
| Gene Raymond       | John Wallace           |
| Frances Dee        | Mary Wallace           |
| Lucien Littlefield | Zeb                    |
| Joyce Compton      | Marie                  |

## Achtergrond
De film is opgedeeld in verscheidene segmenten, die elk door een andere regisseur werden geregisseerd. In oktober 1932 werd aangekondigd dat Cary Grant de rol van O'Brien zou vertolken. Toen een andere acteur werd aangesteld in die rol, waren de plannen dat hij samen met Miriam Hopkins in een segment zou spelen. Dit segment werd nooit gemaakt, net zoals een gepland segment met Sylvia Sidney, Fredric March en Carole Lombard, dat door Lothar Mendes geregisseerd zou worden. Van het eerste is niet bekend waarom het niet is gemaakt; van het tweede is bekend dat dit segment werd geschrapt omdat March een te hoog salaris eiste.
Ernst Lubitsch regisseerde het segment met Charles Laughton. Volgens een scenarioschrijver wilde Lubitsch in eerste instantie een scène opnemen met Marlène Dietrich en zichzelf, als een ruziënd koppel. Later plande hij een segment met The Marx Brothers, voordat hij besloot met Laughton te werken.
De film werd een succes. Vooral het segment met W.C. Fields kreeg veel positieve reacties. Uiteindelijk bracht If I Had a Million een winst van $ 65.000 op. In de jaren 50 kwam een gelijknamige televisieserie, gebaseerd op deze film.

## Weetje
If I Had a Million wordt geciteerd in Tokyo no onna (1933) van Yasujiro Ozu.